# Megalobrama
Megalobrama es un género de peces de la familia Cyprinidae y de la orden de los Cypriniformes. Que contienen 6 especies.

## Especies
- Megalobrama amblycephala P. L. Yih, 1955
- Megalobrama elongata H. J. Huang & W. Zhang, 1986
- Megalobrama mantschuricus (Basilewsky, 1855)
- Megalobrama pellegrini (T. L. Tchang, 1930)
- Megalobrama skolkovii Dybowski, 1872
- Megalobrama terminalis (J. Richardson, 1846)

- Datos: Q835495
- Multimedia: Megalobrama / Q835495
- Especies: Megalobrama